# Hulda

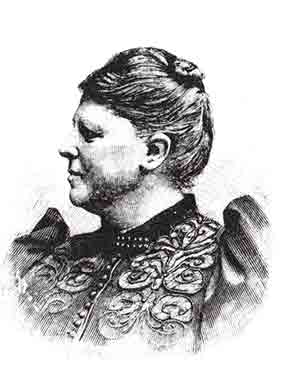
Hulda Lundin, sömmerska och pedagog som lade grunden till den moderna syslöjdsundervisningen.

Hulda är ett nordiskt kvinnonamn med betydelsen huld (ljuv, älsklig). Det äldsta belägget i Sverige är från år 1813. Namnet blev populärt på 1800-talet genom visan om Hjalmar och Hulda.
Det finns också ett hebreiskt kvinnonamn Hulda eller Huldah. I Andra Konungaboken 22 kap nämns profetissan Hulda.
Den 31 december 2014 fanns det totalt 1 981 kvinnor folkbokförda i Sverige med namnet Hulda, varav 571 bar det som tilltalsnamn.
Namnet nådde sin popularitetstopp under 1890-talet.[källa behövs]
Namnsdag: 8 september tillsammans med Alma, (1901–1992: 20 februari, 1993–2000: 21 februari). I den finlandssvenska namnsdagslängden hade Hulda namnsdag 20 februari 1929–1949.

## Personer med namnet Hulda
- Hulda Flood, svensk politiker (s)
- Hulda Garborg, norsk dramatiker
- Hulda Lundin, svensk sömmerska och pedagog
- Hulda Lütken, dansk författare och poet
- Hulda Malmström, skådespelerska och sångerska
- Hulda Mellgren, svensk fabrikör
- Hulda Rutberg, svensk lingvist
- Hulda Ryberg, svensk konstnär
- Hulda Schenson, svensk konstnär

## Pseudonym
- Unnur Benediktsdóttir Bjarklind, isländsk diktare och författare som skrev under pseudonymen Hulda.

## Fiktiva
- Huld är en völva eller sejdkona i Ynglingasagan